# Hislopia corderoi
Hislopia corderoi is een mosdiertjessoort uit de familie van de Hislopiidae. De wetenschappelijke naam van de soort is voor het eerst geldig gepubliceerd in 1960 door Mane-Garzon.